# Veuxhaulles-sur-Aube
Veuxhaulles-sur-Aube é uma comuna francesa na região administrativa da Borgonha-Franco-Condado, no departamento de Côte-d'Or. Estende-se por uma área de 19,06 km². Em 2010 a comuna tinha 207 habitantes (densidade: 10,9 hab./km²).